# Marni Nixon
Margaret Nixon McEathron (Altadena, California, 22 de febrero de 1930-Nueva York; 24 de julio de 2016), conocida profesionalmente como Marni Nixon, fue una soprano estadounidense famosa por realizar el doblaje de las voces de actrices famosas para las canciones de conocidas películas musicales. Esto le hizo ganarse el sobrenombre de «la voz de Hollywood» (The Voice of Hollywood). Dedicó gran parte de su carrera a la interpretación en conciertos con orquestas sinfónicas en giras por todo el mundo y actuó en óperas y musicales en los Estados Unidos.

## Biografía
Nixon comenzó a cantar desde temprana edad en coros. Con 14 años, entró a formar parte del nuevo coro Los Angeles Concert Youth Chorus, entre cuyos miembros se encontraban Marilyn Horne (que tenía entonces 13 años) y Paul Salamunovich (que tenía entonces 19 años), bajo la batuta de Roger Wagner. Este coro evolucionó hacia la Roger Wagner Chorale en 1948 y más tarde en Los Angeles Master Chorale en 1964.
Marni se dedicó a estudiar canto y ópera con Carl Ebert, Jan Popper, Boris Goldovsky y Sarah Caldwell. Se embarcó en una carrera variada que incluyó películas y comedias musicales, óperas y conciertos, apariciones en la televisión estadounidense y doblaje de canciones de actrices famosas en películas como El rey y yo, West Side Story o My Fair Lady. Su voz de soprano ligera, flexible y de amplio registro con gran musicalidad le dieron mucho valor para participar en trabajos clásicos con personalidades como Anton Webern, Igor Stravinsky, Charles Ives, Paul Hindemith o Alexander Goehr, muchos de los cuales grabó en disco.
El repertorio operístico de Marni Nixon incluía papeles como Zerbinetta en Ariadne auf Naxos, Susanna en Le Nozze di Figaro, Blonde y Konstanze en Die Entfürung aus dem Serail, Violetta en La Traviata, el papel protagonista de La Périchole y Philine en Mignon. Actuó en las salas Los Angeles Opera, Seattle Opera, San Francisco Opera y el Tanglewood Festival entre otros. Además de ofrecer recitales, cantó junto a la Orquesta Filarmónica de Nueva York bajo la batuta de Leonard Bernstein, la Orquesta Filarmónica de Los Ángeles, la Orquesta Sinfónica de Cleveland, la Orquesta Sinfónica de Toronto, la Orquesta Sinfónica de Londres y la Orquesta Filarmónica de Israel entre otras.
Asimismo, impartió clases en el California Institute of Arts entre 1969 y 1971 y pasó a formar parte del claustro de profesores de la Music Academy of the West de Santa Bárbara en 1980, donde dio clases durante muchos años.

### Actuaciones destacadas
Los doblajes de canciones de Marni Nixon incluyen:
- Las voces de los ángeles que oye Ingrid Bergman en Juana de Arco (1948).
- La voz cantante de Margaret O'Brien en The Secret Garden (1949).
- Aportó algunas notas agudas a la interpretación de la canción “Diamonds are a Girl's Best Friend” de Marilyn Monroe en Los caballeros las prefieren rubias (1953).
- Una voz indistinta que se oye en la película Dementia (1955).
- La voz cantante de Deborah Kerr en El rey y yo (1956) (en un número eliminado antes de la publicación, las voces de ambas estaban hábilmente mezcladas) así como en An Affair to Remember (1957)
- La voz cantante de Natalie Wood en West Side Story (1961) y La carrera del siglo. Nixon también cantó algunas de las canciones del personaje de Anita interpretado por Rita Moreno, compartiendo la tarea con Betty Wand y la propia Rita Moreno. En partes del quinteto de la canción “Tonight”, canta tanto las partes de María como las de Anita.
- La voz cantante de Audrey Hepburn en My Fair Lady (1964).

Excepto en Dementia, en la que apareció en los títulos de crédito como Featured Voice, su participación en los doblajes no aparecía en los títulos de crédito de las películas, y la participación de Nixon no empezó a registrarse hasta la publicación, décadas después, de todas estas películas en vídeo.

### My Fair LadyySonrisas y lágrimas
Marni Nixon ganó notoriedad por su participación en My Fair Lady, cuando los periodistas, ávidos de información, desvelaron el secreto de su doblaje. Rumores de la industria cinematográfica dicen que fue la causa del fracaso de Audrey Hepburn para conseguir la nominación a los Premios Óscar.
Nixon finalmente apareció en pantalla cantando para sí como la hermana Sofía en Sonrisas y lágrimas. Julie Andrews, la protagonista de esta película y quien encarnó a Eliza Doolittle en el teatro con My Fair Lady, que había perdido el papel en la película por Audrey Hepburn, recibió a Marni Nixon con un cálido apretón de manos y le dijo lo mucho que le gustaba su trabajo (I really love your work!). De hecho, ambas habían trabajado en la misma pieza en Mary Poppins, donde Marni Nixon ponía la voz del trío de ocas en la secuencia animada “Jolly Holiday”. Nixon también grabó las canciones de Mary Poppins para una colección de canciones de la película editada por Disneyland Records en 1964, con arreglos considerablemente diferentes de los usados en la película.

## Trabajos posteriores
Cuando las películas musicales de Hollywood dejaron de darle trabajo, Marni se pasó al teatro interpretando a Eliza Doolittle en My Fair Lady y a Fraulein Schneider en Cabaret. A finales de los años 1970 y principios de los 80, presentó Boomerang, un programa infantil en KOMO-TV, una cadena local de Seattle.
En 2001, reemplazó a Joan Roberts como Heidi Schiller en la reposición del musical the Follies de Stephen Sondheim y en 2003, volvió a Broadway para interpretar el papel de la madre de Guido en una reposición de Nine.
En la película Mulan de Disney de 1998, Marni Nixon cantó las canciones del papel de Abuela Fa.
En marzo de 2007 participó en una versión de My Fair Lady en concierto, donde interpretó el papel de la señora Higgins. Posteriormente interpretó este papel sustituyendo a Sally Ann Howes en la gira estadounidense de Cameron Mackintosh de la reposición de West End de My Fair Lady en julio de 2008.
Publicadas con su nombre, ha grabado canciones de Jerome Kern, George Gershwin, Arnold Schönberg, Charles Ives y Anton Webern.
Uno de sus tres maridos, Ernest Gold, compuso el tema principal de la película Éxodo. Tuvieron tres hijos, uno de los cuales es el cantante y compositor Andrew Gold (conocido por "Lonely Boy" y "Thank You For Being a Friend").
El 27 de octubre de 2008, Marni Nixon recibió el premio Singer Symposium's Distinguished Artist Award en Nueva York.